# Lophocereus gatesii
Lophocereus gatesii ist eine Pflanzenart aus der Gattung Lophocereus in der Familie der Kakteengewächse (Cactaceae).

## Beschreibung
Lophocereus gatesii wächst strauchig, ist reich verzweigt und bildet häufig Gruppen mit  Wuchshöhen von bis zu 2 Meter und Durchmessern von 3 Meter. Die anfangs auswärts bis aufwärts gebogenen, später aufrechten, hell olivgrünen Triebe weisen Durchmesser von 5 bis 8 Zentimeter auf. Es sind zehn bis 15 scharfkantige Rippen vorhanden. Die Dornen lassen sich nicht in Mittel- und Randdornen unterscheiden und sind im unteren und oberen Triebteil verschiedenartig. Die elf bis 15 aus den unteren Areolen entspringenden Dornen sind an ihrer Basis erweitert und 5 bis 15 Millimeter lang. Aus den oberen Areolen oder dem Pseudocephalium erscheinen 15 bis 20 dünne, verdrehte, borstenartige Dornen mit einer Länge von bis zu 6 Zentimeter.
Die trichterförmigen, korallenrosafarbenen Blüten sind bis zu 3 Zentimeter lang und weisen einen ebensolchen Durchmesser auf. Ihr Perikarpell und die Blütenröhre sind beschuppt. Die kugelförmigen, roten, mit breite, kahlen Schuppen besetzten Früchte erreichen Durchmesser von 2,5 Zentimeter und enthalten rotes Fruchtfleisch. Sie reißen unregelmäßig auf.

## Verbreitung, Systematik und Gefährdung
Lophocereus gatesii ist im mexikanischen Bundesstaat Baja California Sur zwischen Todos Santos und der Isla Santa Margarita in Höhenlagen von 0 bis 100 m verbreitet.
Die Erstbeschreibung durch Marcus Eugene Jones wurde 1934 veröffentlicht. Nomenklatorische Synonyme sind Lophocereus schottii var. gatesii (M.E.Jones) Borg (1951) und Pachycereus gatesii (M.E.Jones) D.R.Hunt (1991).
In der Roten Liste gefährdeter Arten der IUCN wird die Art als „Vulnerable (VU)“, d. h. als gefährdet geführt.

## Nachweise